# БАЗ А079
БАЗ А079 «Эталон» — автобус малого класса для пассажирских перевозок на городских, пригородных и междугородных маршрутах. Автобус выпускался с 2002 по 2015 год на Бориспольском автозаводе, расположенном в пгт. Пролески Бориспольского района Киевской области. Часть автобусов выпускалась на Черниговском автозаводе. БАЗ А079 «Эталон» строился на индийском шасси ТАТА, которое является лицензионным продуктом концерна «Daimler», и оснащается дизельным двигателем, мощностью 130 л.с.

## История
Первые два серийных автобуса БАЗ А079 сошли с конвейера завода 1 октября 2002 года, хотя сама модель была разработана немного раньше конструкторами ОАО «Укравтобуспром». Сначала было построено несколько образцов, которые отличались от серийных машин профилем остекления кузова, формой бамперов, внешними зеркалами заднего вида. Эти автобусы имели на капоте эмблему ОАО «Укравтобуспром». В связи с увеличением спроса на автобусы малого класса производство БАЗ А079 с ноября 2005 года было налажено на Черниговском автозаводе.
С начала 2006 года автобусы БАЗ А079 стали оснащаться двигателем, доведённым до нормативов Евро-2, что привело к смене индекса модификаций. При этом внешне автобус получил только незначительные изменения — уменьшилось первое окно салона слева, с увеличением межоконной стойки между ним и водительскими дверьми, появились вертикальные решетки-воздухозаборники за последним окном по обеим сторонам. С 2009 года вся гамма выпускаемых автобусов может оснащаться двигателями, соответствующими нормам Евро-3. В 2012 году начался переход на двигатели Евро-4.
Принятие Украиной с 1 января 2016 года стандартов экологической безопасности Евро-5 заставило корпорацию «Эталон» полностью снять с производства автобус БАЗ А079 из-за невозможности довести двигатели ТАТА до требуемых стандартов. На конвейере его сменил автобус БАЗ А081 на шасси Ashok Leyland с двигателями Евро-5.
Всего за 13 лет серийного производства было выпущено более 12 тысяч экземпляров БАЗ А079 «Эталон» различных модификаций, которые стали одной из самых распространённых моделей автобусов на дорогах Украины.

## Технические характеристики
Автобус БАЗ-А079 рассчитан на 30-40 мест (в зависимости от модификации), салон отделён от кабины неполной перегородкой и поручнями. Количество пассажирских дверей колеблется в зависимости от модификации. Количество и тип сидений в салоне также разное в разных модификациях модели. Городские модификации имеют трёхрядную компоновку сидений, две автоматических двери с пневмоприводом. Пригородные и междугородные модификации имеют четырёхрядную компоновку сидений, передние двери могут иметь как механический, так и ручной привод, задние двери аварийного выхода — ручной привод. Салон автобуса обшит декоративным пластиком «под дерево». В междугородных автобусах сиденья установлены на «подиуме», в заднем свесе есть багажник, а над сиденьями в салоне — багажные полки. Потолок и багажные полки в междугородных автобусах обшиты тканью. Также в междугородных модификациях устанавливается магнитола с динамиками в салоне.

## Модификации
В процессе серийного производства двигатель автобуса постоянно дорабатывался до соответствия экологическим стандартам. Это находило отражение в обозначениях модификаций автобусов. В результате большинство модификаций автобуса имели разновидности по двигателю. В нижеприведённом списке для каждой модификации первым указывается обозначение автобуса с двигателем, отвечающим стандартам Евро-1 (выпускались в 2002—2006 годах), вторым — с двигателем стандарта Евро-2 (выпускались в 2006—2012 годах), третьим — с двигателем стандарта Евро-3 (выпускались в 2009—2013 годах), четвёртым — с двигателем стандарта Евро-4 (выпускались в 2012—2015 годах).

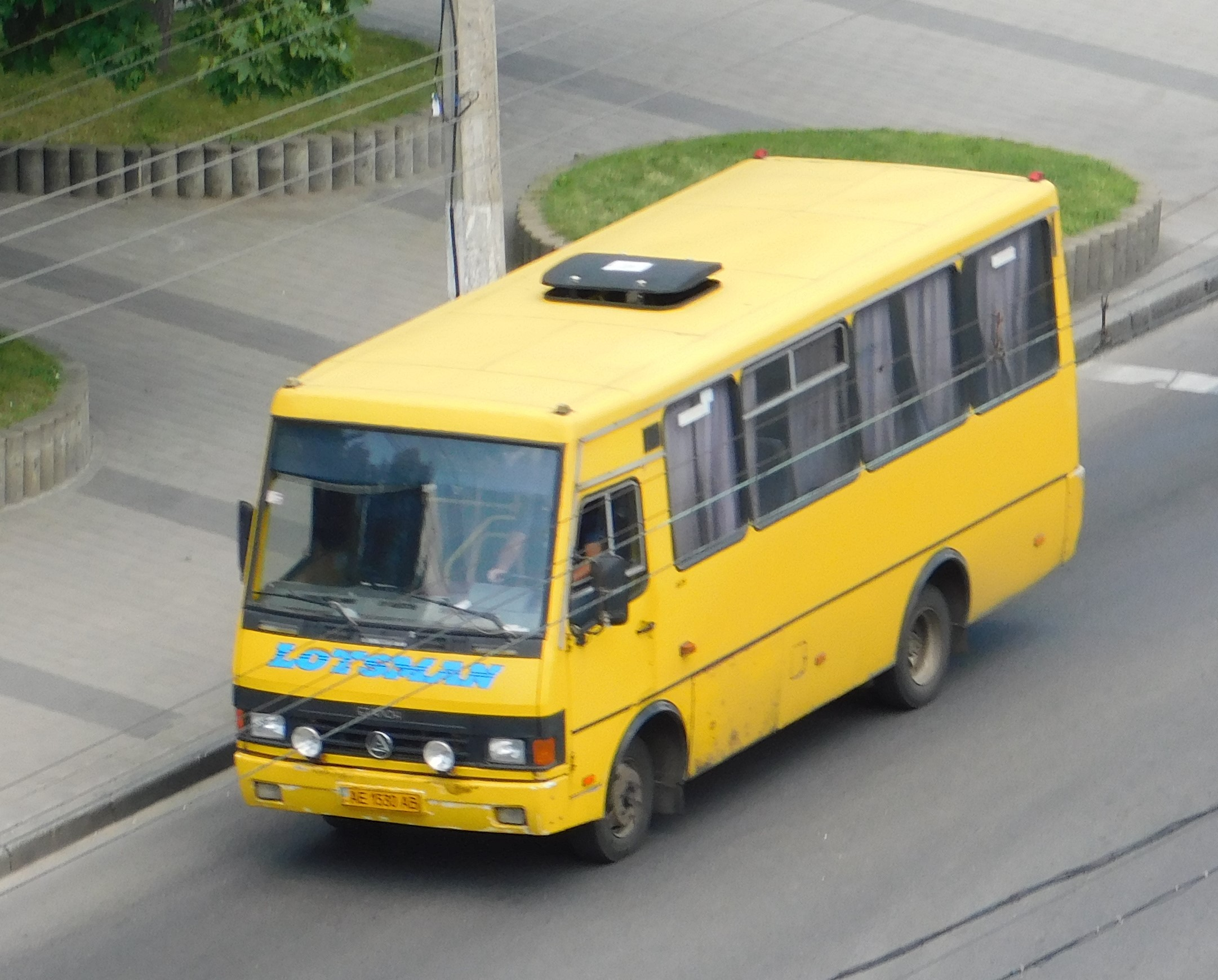
БАЗ А079.31, Днепр, 2019 г.

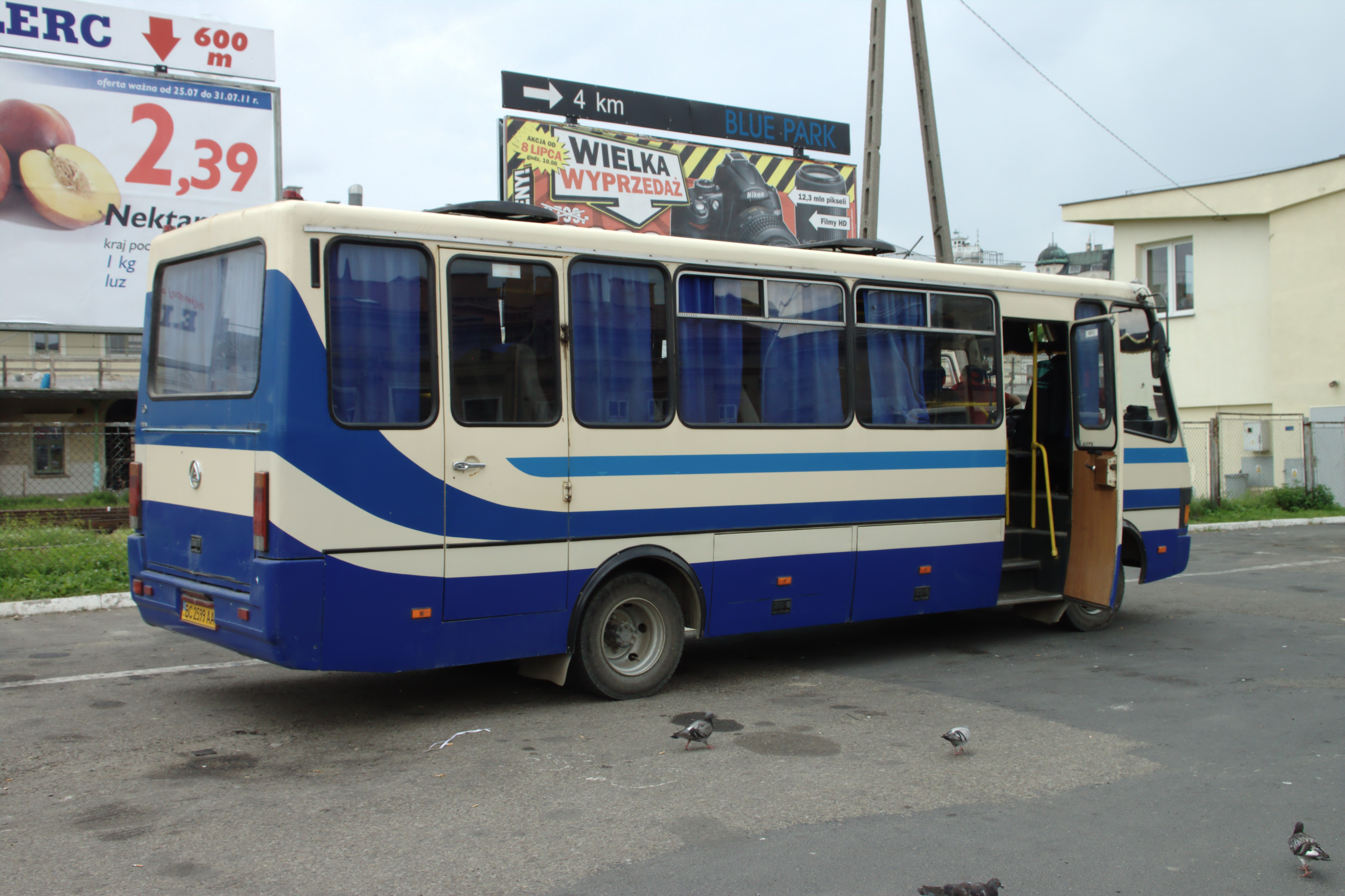
БАЗ А079.23, Перемышль, 2011 г.

- БАЗ А079.03, БАЗ А079.13, БАЗ А079.31, БАЗ А079.51 — пригородная модификация, оборудованная БАЗ А079.31, Днепр, 2019 г.передней дверью с пневмоприводом и задней ручной дверью аварийного выхода. На крыше один вентиляционно-эвакуационный люк.[3] (Фото).

- БАЗ А079.03Ш, БАЗ А079.13Ш, БАЗ А079.31Ш, БАЗ А079.51Ш — школьные автобусы. Модификация для перевозки школьников, оборудованная проблесковыми маячками, передней дверью с пневмоприводом и задней ручной дверью аварийного выхода. Автобусы оснащены тахографами и ограничителями скорости. В салоне установлены специальные детские сиденья с привязными ремнями и подставками для портфелей. На крыше один вентиляционно-эвакуационный люк.[4] (Фото).

- БАЗ А079.21Ш, БАЗ А079.24Ш, БАЗ А079.34Ш, БАЗ А079.54Ш — школьные автобусы с увеличенной колёсной базой. Модификация для перевозки школьников, оборудованная проблесковыми маячками, передней дверью с пневмоприводом и задней ручной дверью аварийного выхода. Автобусы оснащены тахографами и ограничителями скорости. В салоне установлены специальные детские сиденья с привязными ремнями и подставками для портфелей. На крыше два вентиляционно-эвакуационных люка.[5] (Фото).

- БАЗ А079.45Ш, БАЗ А079.46Ш, БАЗ А079.56Ш — школьный автобус с местом для школьника с ограниченной подвижностью. Отличается удлинённым задним свесом. Обе двери с пневмоприводами. Задняя дверь имеет дополнительную створку, открываемую вручную при работе подъёмника. В салоне установлены детские сиденья с привязными ремнями и подставками для портфелей и специальное сиденье для школьника с ограниченной подвижностью. На задней площадке предусмотрено место для инвалидной коляски. Автобус оснащён проблесковыми маячками, тахографом и ограничителем скорости. На крыше один вентиляционно-эвакуационный люк. В версии с двигателем Евро-1 не выпускался.[6][7] (Фото).

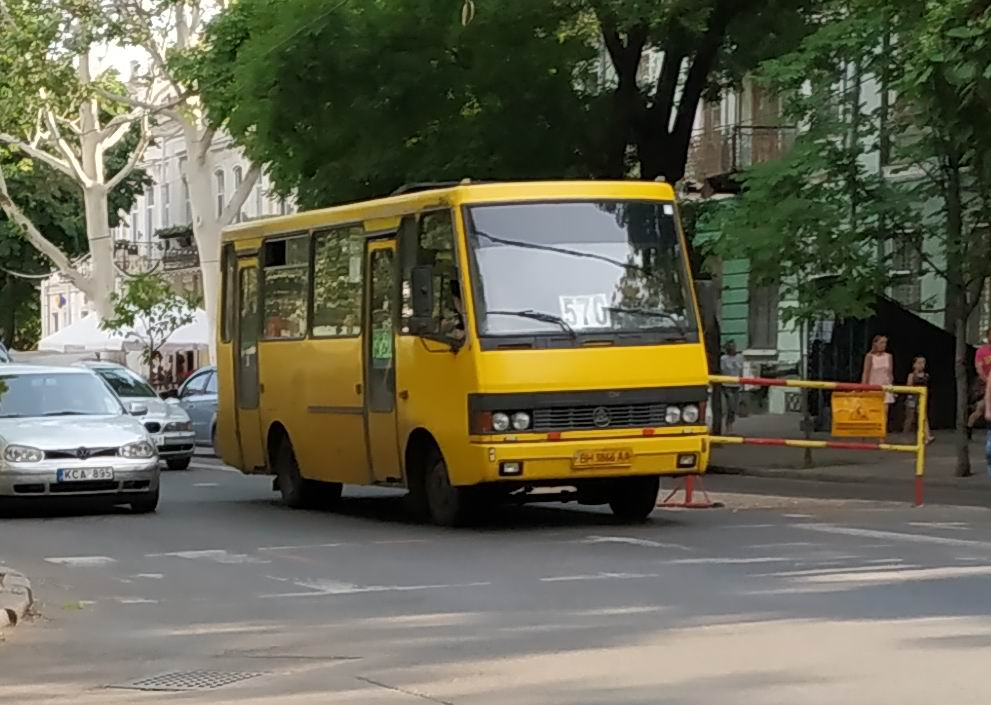
БАЗ А079.14 с круглыми фарами, Одесса, 2019 г. Неизвестно, это серийная модификация или массовая переделка в эксплуатации.

- БАЗ А079.04, БАЗ А079.14, БАЗ А079.32, БАЗ А079.52 — модификации для городских и БАЗ А079.14 с круглыми фарами, Одесса, 2019 г. Неизвестно, это серийная модификация или массовая переделка в эксплуатации.пригородных перевозок, оборудованные двумя дверями с пневмоприводами. Имеют два варианта компоновок — 19 мест для сидения в городском варианте (трёхрядная компоновка) и 22 места — в пригородном варианте (четырёхрядная компоновка). На крыше один вентиляционно-эвакуационный люк. Имеется вариант с двумя вентиляционно-эвакуационными люками, предназначенный для южных городов, а также исполнение с тонированными стёклами для органов внутренних дел. Наиболее распространённая модификация автобуса.[8][9] (Фото) (Фото).

- БАЗ А079.07, БАЗ А079.17, БАЗ А079.27 — междугородная модификация с передней ручной пассажирской дверью и задней ручной дверью аварийного выхода. Имеет удлинённый задний свес и задний багажник. На крыше один вентиляционно-эвакуационный люк. Имеют два варианта компоновок — 20 мест для сидения (трёхрядная компоновка) и 24 места (четырёхрядная компоновка). В салоне над сиденьями имеются багажные полки. В версии с двигателем Евро-4 не выпускался.[1] (Фото).

- БАЗ А079.09, БАЗ А079.19, БАЗ А079.29 — междугородная модификация, оборудованная передней дверью БАЗ А079.23, Перемышль, 2011 г.с пневмоприводом и задней ручной дверью аварийного выхода. Имеет удлинённый задний свес и задний багажник. На крыше один вентиляционно-эвакуационный люк. Имеют два варианта компоновок — 20 мест для сидения (трёхрядная компоновка) и 24 места (четырёхрядная компоновка). В салоне над сиденьями имеются багажные полки. В версии с двигателем Евро-4 не выпускался.[1] (Фото).

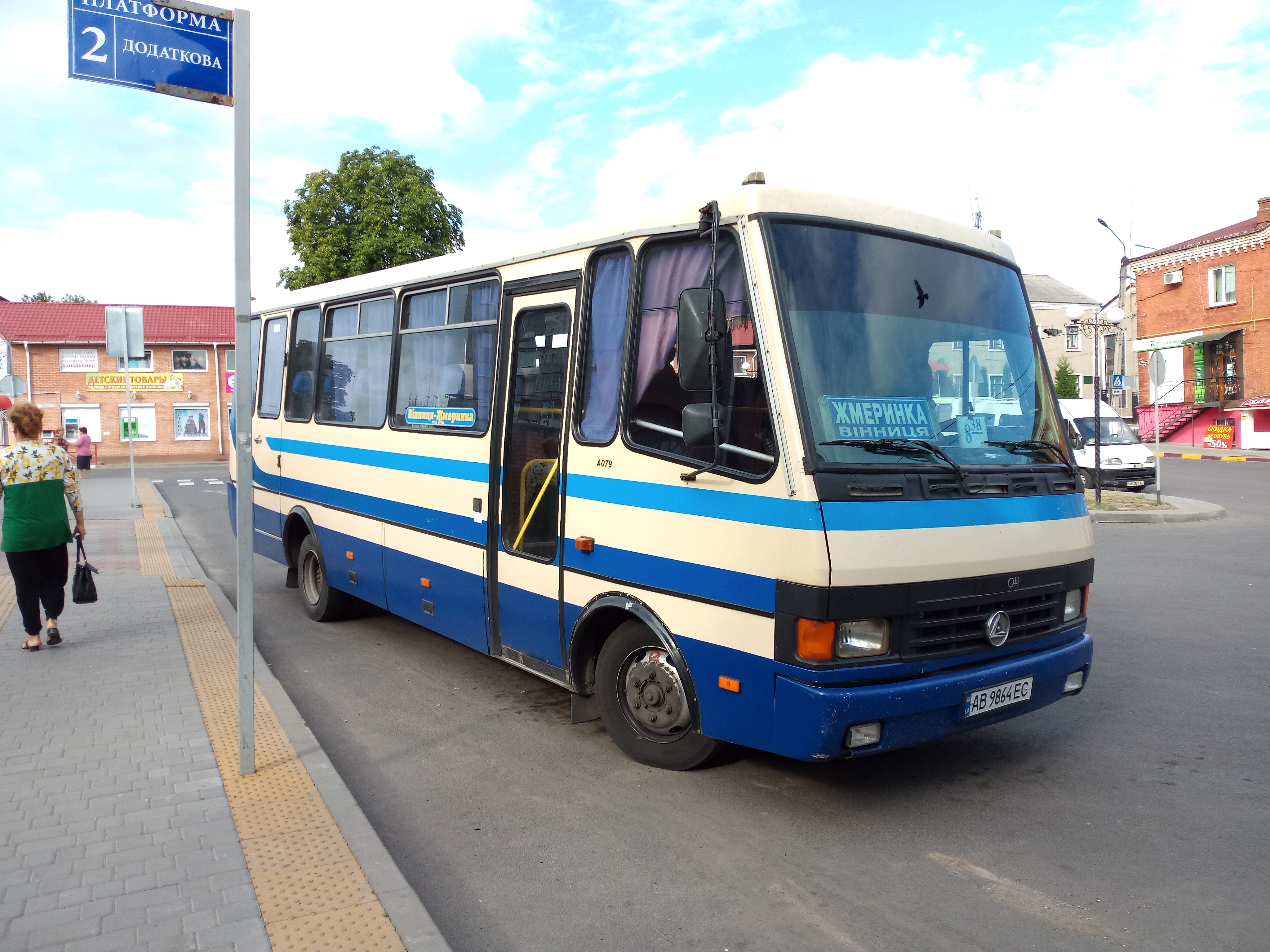
БАЗ А079.34, Жмеринка, 2019 г.

- БАЗ А079.20, БАЗ А079.23, БАЗ А079.33, БАЗ А079.53 — туристический автобус с увеличенной колёсной базой, передней ручной пассажирской дверью и задней ручной дверью аварийного выхода. Имеет удлинённый задний свес и задний багажник. На крыше два вентиляционно-эвакуационных люка. Имеют два варианта компоновок — 23 места для сидения (трёхрядная компоновка) и 29 мест (четырёхрядная компоновка). В салоне над сиденьями имеются багажные полки.[10] (Фото).

- БАЗ А079.21, БАЗ А079.24, БАЗ А079.34, БАЗ А079.54 — туристический БАЗ А079.34, Жмеринка, 2019 г.автобус с увеличенной колёсной базой, оборудованный передней дверью с пневмоприводом и задней ручной дверью аварийного выхода. Имеет удлинённый задний свес и задний багажник. На крыше два вентиляционно-эвакуационных люка. Имеют два варианта компоновок — 23 места для сидения (трёхрядная компоновка) и 28 мест (четырёхрядная компоновка). В салоне над сиденьями имеются багажные полки.[11] Имеется исполнение с тонированными стёклами для органов внутренних дел.[12] (Фото).

- БАЗ А079.24С — специальная модификация автобуса, разработанная для органов внутренних дел. В салоне предусмотрены места для перевозки оружия, обмундирования и спецсредств. На крыше два вентиляционно-эвакуационных люка. Окна тонированные. Выпускался только в версии с двигателем Евро-2.[12] (Фото).

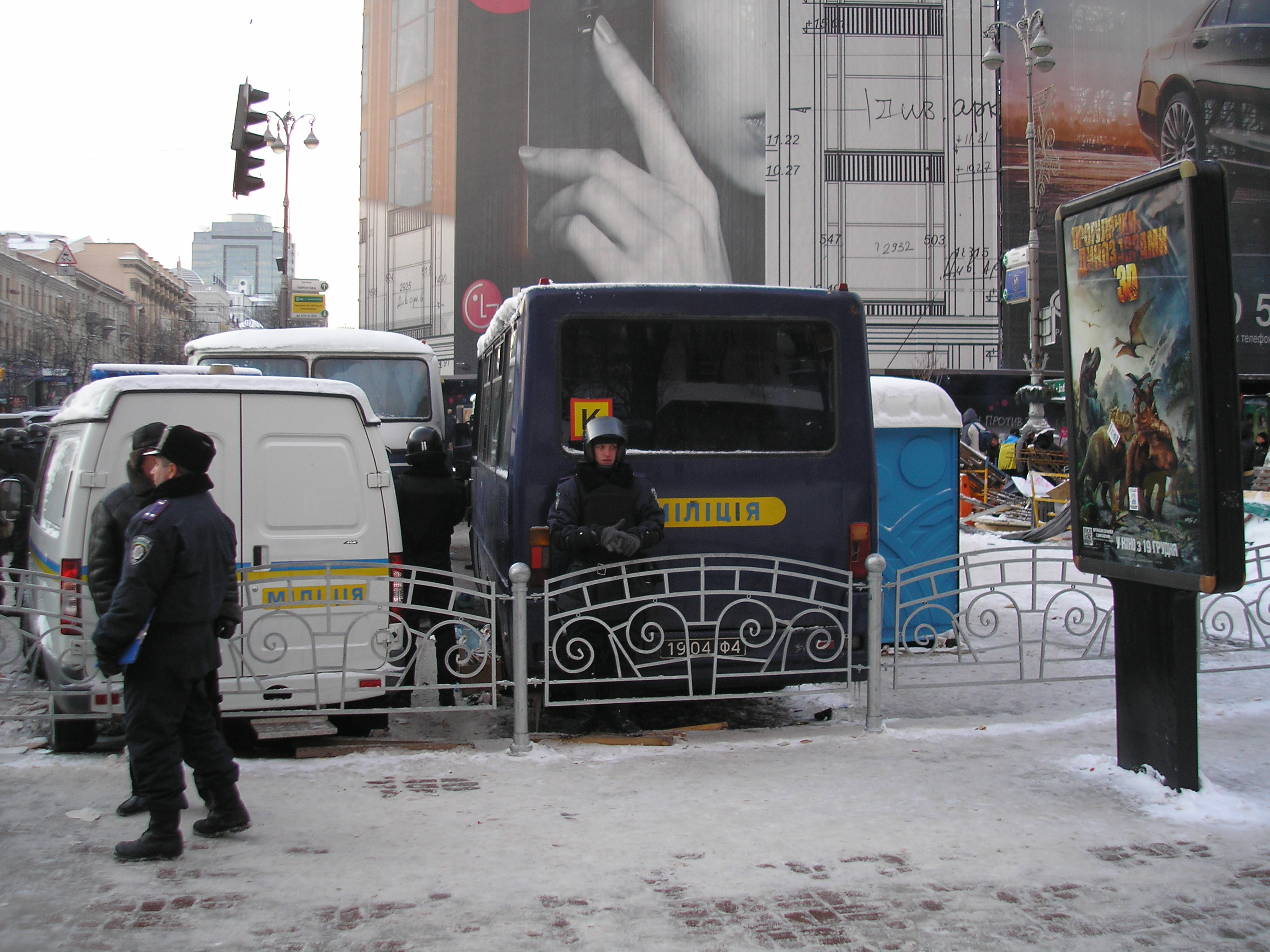
БАЗ А079.14 МВД Украины во время Евромайдана, Киев, зима 2013—2014 гг.

- БАЗ А079.22, БАЗ А079.25, БАЗ А079.35, БАЗ А079.55 — междугородный автобус класса «Люкс» с увеличенной колёсной базой, передней сдвижной автоматической пассажирской дверью пантографного типа и задней ручной дверью аварийного выхода. На крыше два вентиляционно-эвакуационных люка. Имеют два варианта компоновок — 23 места для сидения (трёхрядная компоновка) и 28 мест (четырёхрядная компоновка). Обшивка салона модификации «Люкс» — тканевая, в салоне также устанавливается DVD-проигрыватель и, в качестве опции — кондиционер. В салоне над сиденьями имеются БАЗ А079.14 МВД Украины во время Евромайдана, Киев, зима 2013—2014 гг.багажные полки и индивидуальные сервисные панели.[1] (Фото).

- БАЗ А079.30 («Эталон Сити») — трёхосный автобус среднего класса для городских перевозок. Дополнительный задний мост — подкатной, с односкатными шинами, оборудованный тормозами. Пассажировместимость 64 человека. Имеет две двери с пневмоприводами. На крыше два вентиляционно-эвакуационных люка. Автобус был построен в единственном экземпляре в версии с двигателем Евро-1.[1] (Фото).

- БАЗ А079.42 («Эталон L») — туристический автобус класса «Люкс». Отличается изменённым экстерьером, клееными тонированными стёклами и иной передней маской. Обе двери ручные. Обшивка салона модификации «Люкс» — тканевая, в салоне также устанавливается DVD-проигрыватель и кондиционер. На крыше один вентиляционно-эвакуационный люк. В салоне над сиденьями имеются багажные полки и индивидуальные сервисные панели. Автобус был построен в единственном экземпляре в версии с двигателем Евро-1.[1] (Фото).

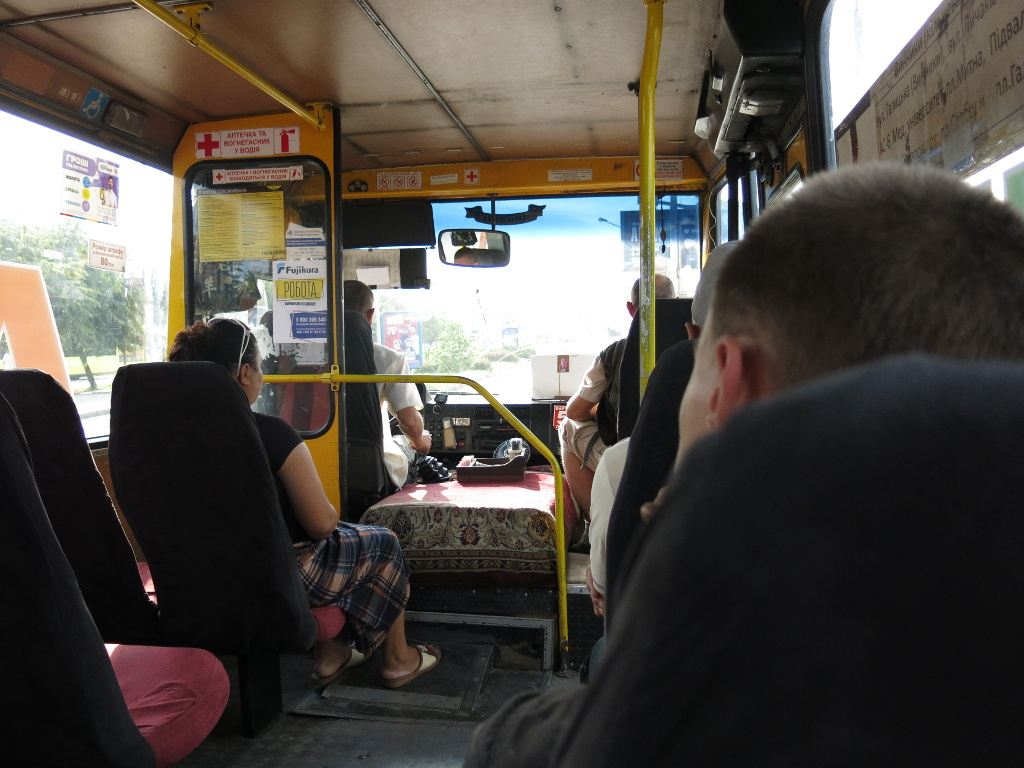
БАЗ А079.14, интерьер салона. Львов, 2018 г.

- БАЗ А079.45, БАЗ А079.46, БАЗ А079.56 — городской автобус, оборудованный специальным подъёмником для инвалидов-БАЗ А079.14, интерьер салона. Львов, 2018 г.колясочников. Отличается удлинённым задним свесом. Обе двери с пневмоприводами. Задняя дверь имеет дополнительную створку, открываемую вручную при работе подъёмника. В салоне на задней площадке предусмотрено специальное место для инвалидной коляски. В связи с этим количество мест для сидения сокращено до 15. На крыше один вентиляционно-эвакуационный люк. В версии с двигателем Евро-1 не выпускался.[13] (Фото).

- БАЗ А079.48 — модификация для городских и пригородных перевозок, оборудованная двумя дверями с пневмоприводами, идентичная базовой модели А079.52, но оснащённая газовым двигателем и с удлинённым задним свесом. Автобус был построен в единственном экземпляре в версии с газовым двигателем Евро-4.[1][14] (Фото).

- БАЗ А079Шт (штабной) — автобус в версии передвижного офиса. Специального индекса не имеет. Строился для нужд корпорации «Эталон» и остался на заводе. Компоновка салона в виде кабинета. Имеются диваны, стол. Автобус оснащён электрогенератором, душевой кабиной с бойлером, кондиционером, видеосистемой. Двери ручные. На крыше один вентиляционно-эвакуационный люк. Автобус был построен в единственном экземпляре в версии с двигателем Евро-2.[15] Зарегистрирован как А079.23 по индексу базовой модели.[16] (Фото).